# جزر بابار

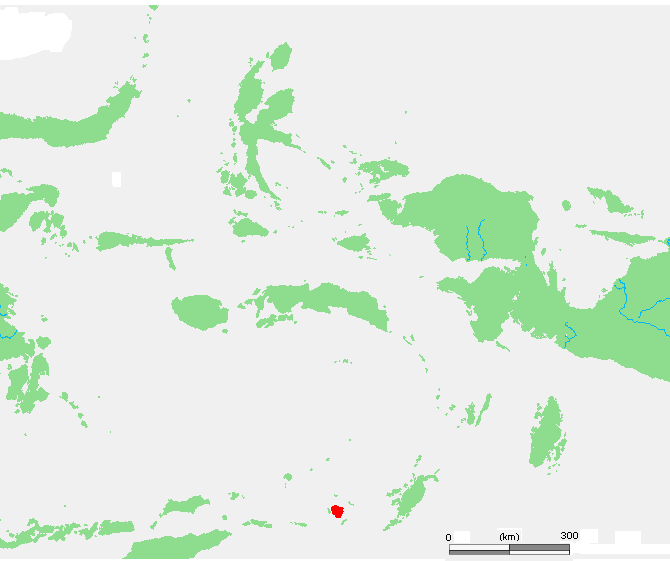
موقع جزر بابار

جزيرة بابار والجزر المحيطة بها

تقع جزر بابار في مقاطعة مالوكو بإندونيسيا. مدينة تيبا (عدد سكانها 2000 نسمة) هي مركز بلدية جزر بابار الغربية والتي تتألف من غرب جزيرة بابار وجزيرة ويتانغ وجزيرة داي.
بلدة ليتورونغ على الجانب الشرقي من جزيرة بابار هي مركز بلدية شرق بابار في النصف الشرقي من جزر بابار، والتي تتألف من النصف الشرقي من جزيرة بابار وجزيرة مرسيلا وجزيرة داويرا وجزيرة داويلور.